# Hapalosaris petulans
Hapalosaris petulans är en fjärilsart som beskrevs av Edward Meyrick 1917. Hapalosaris petulans ingår i släktet Hapalosaris och familjen stävmalar. Inga underarter finns listade i Catalogue of Life.